# Antiemetik
Antiemetici su lekovi protiv mučnine i povraćanja.
Kao antiemetici mogu poslužiti:
- antihistamini (dimenhidrinat),
- propulzivi (metoklopramid),
- parasimpatolitici,
- kortikosteroidi,
- benzodiazepini
- cerijum oksalat

Antihistamini i parasimpatolitici se najčešće koriste kod bolesti vožnje dok se kod hemoterapije i postoperativnog lečenja mučnine i povraćanja (zbog anestetika) koriste fenotiazinski antiemetik tietilperazin, ili antagonisti 5-HT3 receptora, kao što su ondansetron, granisetron, tropisetron i dolasetron (antagonisti serotonina).

## Antagonisti serotonina
Brojna istraživanja su dokazala važnu ulogu serotonina (5-hidroksitriptamin, 5-HT) u izazivanju mučnine i povraćanja. Receptori serotonina se nalaze u centru za povraćanje, pogotovo 5-HT3 receptori. Blokada upravo tih receptora sprečava simptome mučnine i povraćanja. Prvi takav antiemetik bio je ondansetron, a i danas je izrazito korišten u sprečavanju povraćanja kod hemoterapije i nakon operacija. Danas postoji niz drug likova ovog tipa, na primer: tropisetron, granisetron i dolasetron.

## Spoljašnje veze
- www.anestezija.org